# Рибоза
Рибоза е органично съединение с химична формула C5H10O5; в часност, монозахарид, при който всички хидроксилни групи са от една страна при Фишерова проекция.
Терминът се отнася и за двата енантиомера, но почти винаги се има предвид D-рибоза, която е широко разпространена в природата (предмет на тази страница); или синтетично създадената огледална форма L-рибоза, която не се среща в живите организми и не буди особен интерес.
D-Рибоза за първи път е открита през 1891 от Херман Емил Фишър. Рибозата е C'-2 енантиомер на друг захарид: D-арабиноза (като и двата изомера са познати като „Гума арабика“).
Рибозата изгражда „структурния гръбнак“ на РНК, биополимер с огромно функционално значение в клетката. Рибоза с водород вместо -ОН група при С2' атома се нарича дезоксирибоза, която участва в структурата на ДНК. Фосфорилираната рибоза е съставна единица на АТФ, НАДФ и други жизненоважни за метаболизма компоненти.

## Структура
Рибозата е алдопентоза, монозахарид с пет въглеродни атома и има алдехидна функционална група на края в своята отворена форма. Прието е при монозахаридите въглеродните атоми да се бележат с С1' при алдехидната група до С5' при последния атом.
Като повечето монозахариди, във вода рибозата се среща както в линейна форма H-(C=O)-(CHOH)4-H, така и с двете си пръстенни форми: рибофураноза („C3'-край“), с пет-членен пръстен и рибопираноза („C2'-край“), с шест-членен пръстен. Във воден разтвор преобладава рибофуранозната форма.
„D-“ в името на D-рибозата показва стереометричното състояние на въглеродния атом на четвърта позиция (С4'). В D-рибозата, както и при всички D-захариди, този въглероден атом има същата конфигурация като D-Глицералдехид.

## Фосфорилиране
В клетката D-рибозата трябва да бъде фосфорилирана преди да може да бъде използвана. Ензимът рибокиназа катализира реакцията фосфорилирайки D-рибозата до D-рибозо 5-фосфат. След като е фосфорилиран D-рибозо-5-фосфата се използва за синтеза на аминокиселините триптофан и хистидин или се включва в пентозо-фосфатния път. Резорбцията на D-рибоза в тънките черва е между 88 – 100% (до 200 mg/kg/hr).